# サザン線 (クイーンズランド州)
サザン線（サザンせん、英語: Southern Line）は、オーストラリア・クイーンズランド州トゥーンバ市 (en:Toowoomba Region) のトゥーンバ駅からサザン・ダウンズ市 (en:Southern Downs Region) のワランガラ駅 (Wallangarra) までを結ぶQR（クイーンズランド鉄道）の鉄道路線である。
サザン線からはサウス・ウェスタン線 (South Western Line) を含むいくつかの支線が分岐している。この記事ではこれらの支線についても述べる。

## 概要

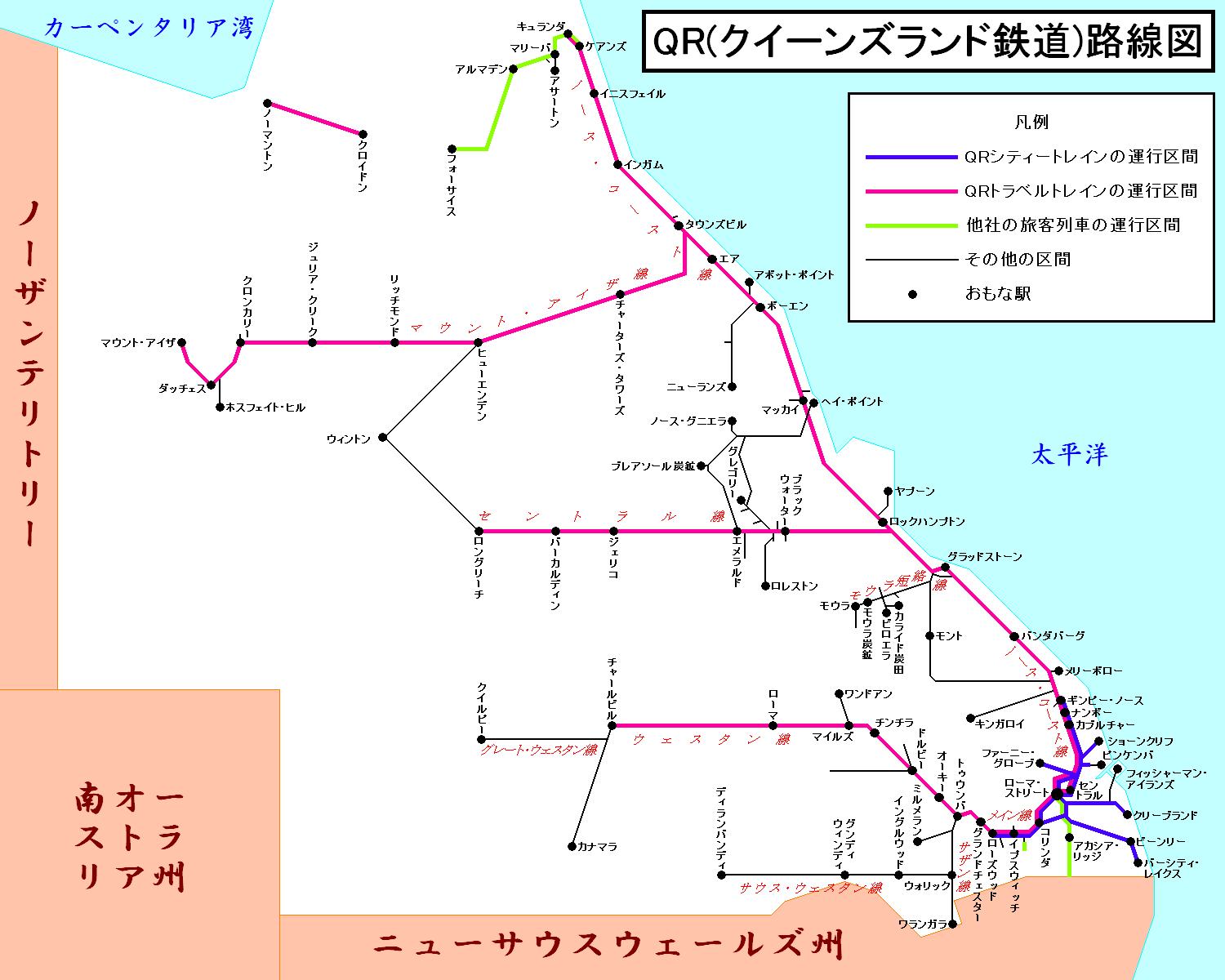
QR（クイーンズランド鉄道）路線図

東海岸の州都ブリスベン市 (en:Brisbane City Council) と内陸部のダーリング・ダウンズ地方を結ぶ鉄道路線のうちトゥーンバ駅より南の部分がサザン線である。トゥーンバ駅より東はメイン線であり、他にウェスタン線がトゥーンバ駅を起点として西に路線を伸ばしている。サザン線は起点のトゥーンバ駅から南に約200km進むと終点のワランガラ駅に到達する。ワランガラ駅はニューサウスウェールズ州との州境にある。
Wyreema（トゥーンバ駅から16.96km）ではミルメラン駅 (Millmerran) までの Gore Highway とほぼ並行する支線が西南西に分岐している。ウォリック駅（トゥーンバ駅から94.05km）ではサウス・ウェスタン線が西に分岐し、イングルウッド駅 (Inglewood) やグンディウィンディ駅を経由してディランバンディ駅 (Dirranbandi) に至る。サウス・ウェスタン線はサザン線より距離が長く、サウス・ウェスト地方のBalonne市 (en:Shire of Balonne) まで達している。

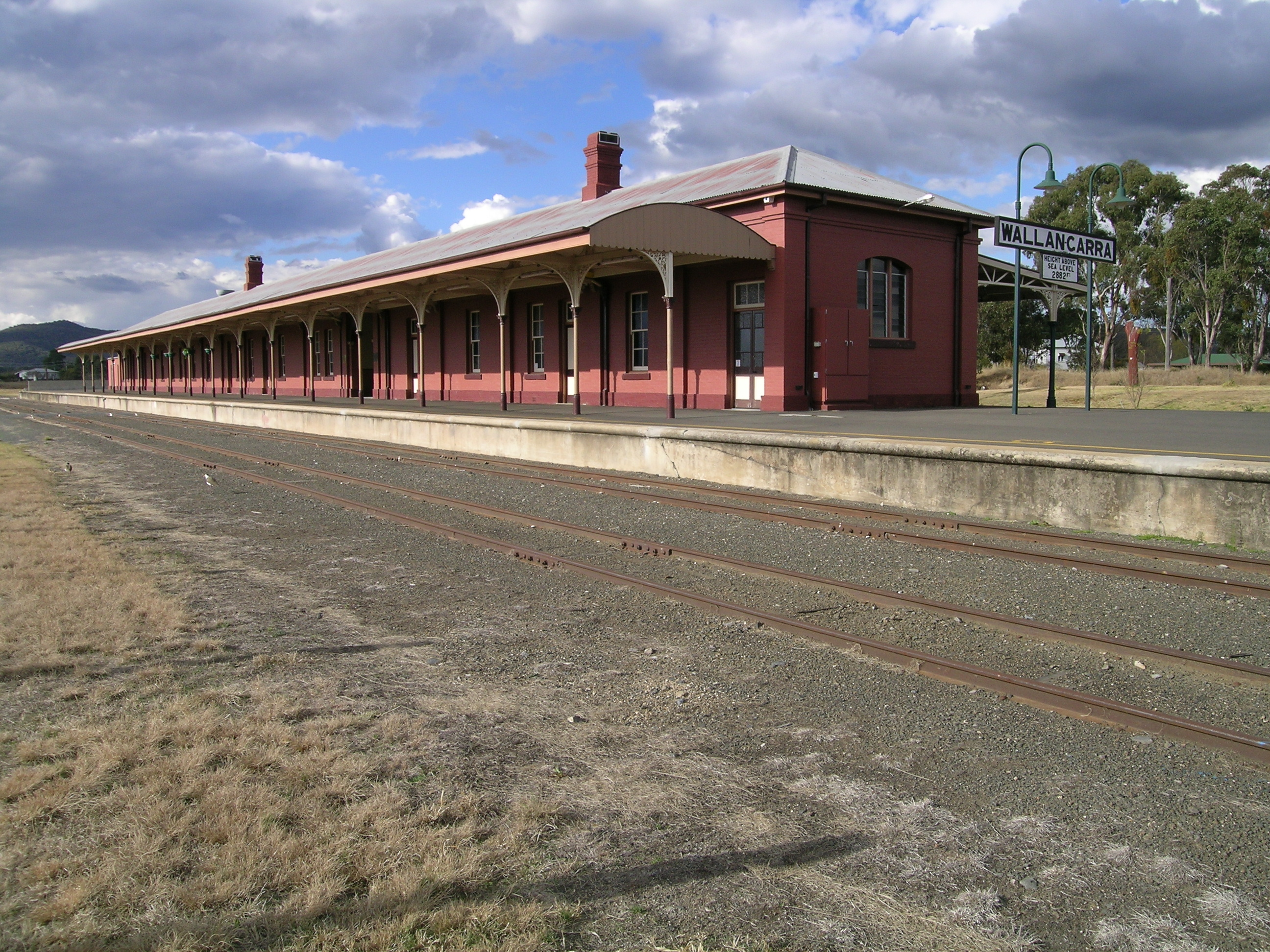
ワランガラ駅: 州境に位置する。かつてはニューサウスウェールズ州の標準軌の路線との接続駅であった。

サザン線はかつてワランガラ駅でニューサウスウェールズ州営鉄道メイン・ノース線と接続しており、ブリスベンとニューサウスウェールズ州シドニーとを結ぶ州間連絡鉄道の一部となっていた。ニューサウスウェールズ州営鉄道は軌間が1435mmの標準軌でありQRの狭軌とは異なるため、ワランガラ駅で乗り換えまたは積み換えが必要であった。ワランガラ駅は島式ホームで、西側が狭軌で東側が標準軌であった。ホームの南端を州境が通っている。1930年にニューサウスウェールズ州営鉄道ノース・コースト線を北に延長する形でブリスベンまでの標準軌線が開業し、1932年にブリスベン - シドニー間が標準軌の線路でつながってからは、サザン線の州間連絡鉄道としての役割は失われた。

### 路線データ
- 路線距離:
  - トゥーンバ駅 - ワランガラ駅 : 197.20km
    - （支線） Wyreema - ミルメラン駅 : 69.60km
    - （支線） ウォリック駅 - ディランバンディ駅 : 413.10km
- 軌間: 1067mm
- 複線区間: なし（全線単線）
- 電化区間: なし（全線非電化）

## 運行形態
当路線ではQRナショナルが貨物列車を運行している。サウス・ウェスタン線がメインルートでサザン線ウォリック駅以南が支線のような扱いである。主に穀物、コンテナ貨物を輸送する貨物列車が運行されている。ミルメラン地区は農業の中心地で、ミルメラン駅への支線には穀物の積み込みのための多くの側線がある。
定期旅客列車は運行されていない。

## 歴史
トゥーンバ駅 - ワランガラ駅

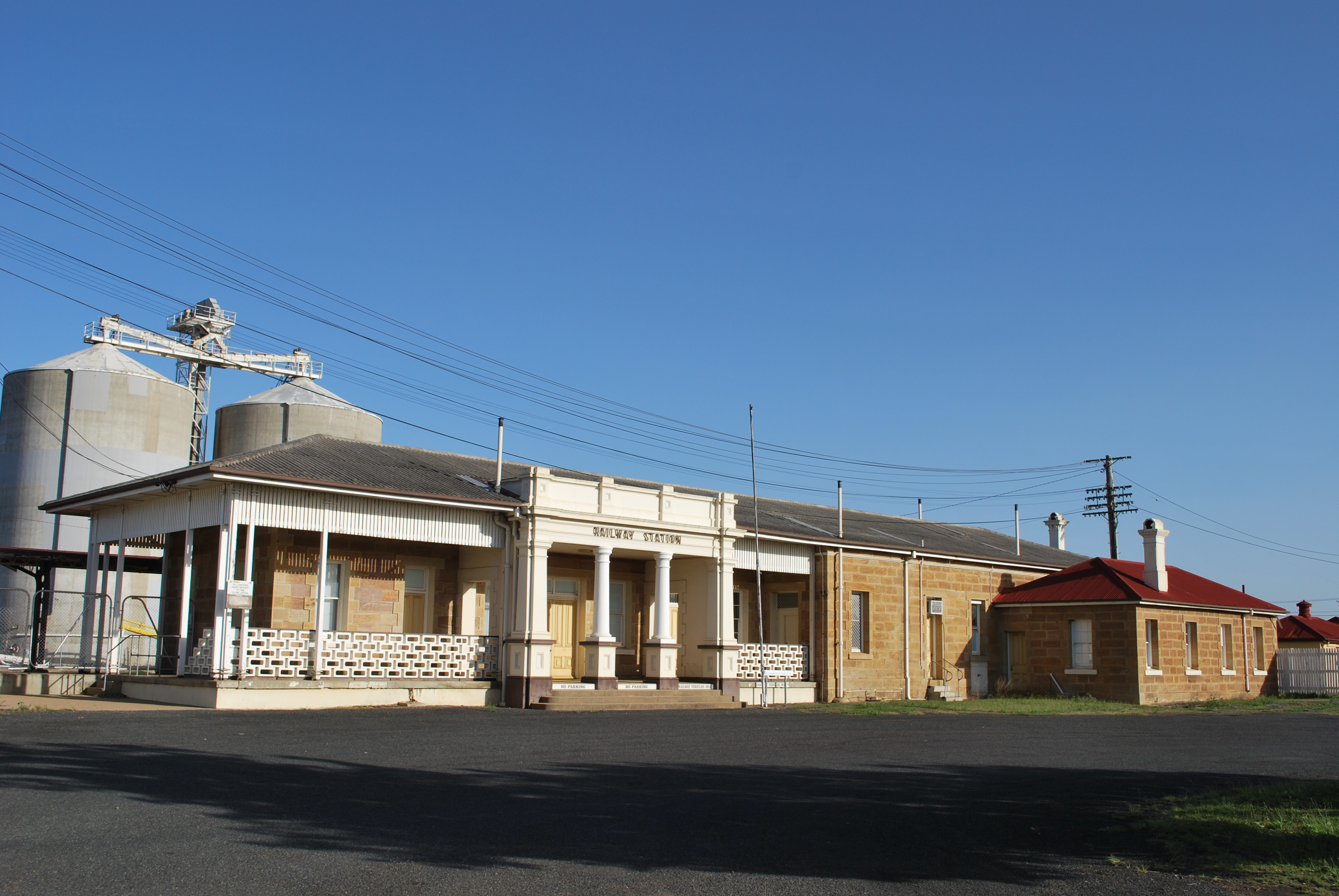
ウォリック駅

サザン線の起点は当初はトゥーンバ駅ではなく、そこからウェスタン線で約12キロ先の Gowrie Junction から分岐して建設された。Westbrook、Wyreema、Cambooya、クリフトン駅 (Clifton) を経由して1869年にHendonまで開業し、1871年にウォリック駅（初代）まで開業した。のちに起点をトゥーンバ駅としWyreemaまではDrayton経由の経路に移転した。スタンソープ地区 (en:Stanthorpe, Queensland) 周辺のスズ鉱山による需要もあり1880年に Cherry Gully まで、1881年にスタンソープ駅まで延伸開業し、ウォリック地区の中心部に近い位置にイースト・ウォリック駅が開業した。1888年にウォリック駅（初代）がMillhillに、イースト・ウォリック駅がウォリック駅（2代目）に改称された。1887年にワランガラ駅まで延伸開業した。1888年にニューサウスウェールズ植民地営鉄道メイン・ノース線がワランガラ駅まで達し、当路線に接続した。これによりクイーンズランド植民地とニューサウスウェールズ植民地とが鉄道でつながった。
Wyreema - ミルメラン駅間
1887年にピッツワース駅 (Pittsworth) までの支線が開業し、1911年にミルメラン駅まで延伸開業した。
Hendon - Goomburra 間（12M0C≒19.3km、全線廃止）
1897年にHendon（トゥーンバ駅から70.74km）から北東に分岐しAlloraまでの支線が開業した。1912年に東へGoomburraまで延伸開業したが、Alloraの少し手前から分岐して延伸したのでAlloraの駅は短い引き込み線のような形になった。Allora - Goomburra間を運転するときはバックが必要であった。旅客輸送に加え、乳製品や木材や穀物の貨物輸送も行われた。道路輸送との競争激化のため1961年にAllora - Goomburra間が廃止された。Hendon - Allora間 (5.83km) は1995年にQRとしては廃止され、サザン・ダウンズ・スチーム鉄道 (SDSR) という保存鉄道に移管された。
ウォリック駅の北で東側に分岐する支線（全線廃止）
1884年にウォリック駅から東に分岐しYanganで南東に向きを変え Emu Vale までの支線が開業し、1885年にキラーニー駅 (Killarney) まで延伸開業した (27M56C≒44.6km) 。1908年に途中のTannymorelで接続する The Mount Colliery Tramway という私鉄が開業し、付近の鉱山からの石炭を当支線まで運搬した。ウォリック駅 - キラーニー駅間はこの私鉄とともに1964年に廃止された。一方、1911年にウォリック駅から北東に分岐しMaryvaleまでの別の支線が開業した（19M1C≒30.6km）。当支線はブリスベンからシドニーまでの「via recta」（ラテン語で「直行ルート」）の一部になる予定であったが、via recta は実現せずMaryvaleより先には延伸しなかった。ウォリック駅 - Maryvale間は1960年に廃止された。
ウォリック駅の南で西側に分岐する支線（イングルウッド駅 - Texas 間は廃止）
1904年にサウス・ウェスタン線がThaneまで開業し、1913年にディランバンディ駅まで延伸開業した。途中のイングルウッド駅（ウォリック駅から117.42km）で南に分岐しTexasまでの支線（34M2C≒54.7km）が1930年に開業した。サウス・ウェスタン線はオーストラリアで最後まで郵便列車が運行されていた路線である。1993年2月11日に最後のディランバンディ・メール（ブリスベン - ディランバンディ間の旅客列車）が運行された。一方、Texasへの支線は初期には週2往復の混合列車が運行され羊や牛の輸送が行われ、1963年までに貨物列車のみとなり、1990年までには定期列車がなくなり、1994年に廃止された。
Cottonvale - Amiens 間（12M25C≒19.8km、全線廃止）
1920年にCottonvale（トゥーンバ駅から139.37km）から西に分岐しAmiensまでの支線が開業した。Pozieresで海抜946mに達し、クイーンズランド州で最も高いところにある鉄道であった。1920年7月26日にプリンス・オブ・ウェールズのエドワード8世がお召し列車で当支線を乗車し公式に開業した。当支線は第一次世界大戦から帰還した軍人の入植 (en:Soldier settlement (Australia)) のために開拓された農地を結ぶように作られたもので、駅はすべて西部戦線における戦場にちなんで名付けられた。建設の主目的は旅客輸送ではなく果樹園からの果物輸送であった。1974年に廃止された。